# Щитомордник (Marvel Comics)
Щитомордник (англ. Cottonmouth), реальное имя Корнелл Стоукc (англ. Cornell Stokes) — суперзлодей, появляющийся в американских комиксах издательства Marvel Comics. Созданный писателем Леном Уэйном и художником Джорджом Таска, персонаж впервые появился в Power Man Vol. 1, #19 (июнь 1974).
Персонаж сыгран Махершалой Али в телесериале Люк Кейдж, который входит в Кинематографическую вселенную Marvel на стриминговом сервисе Netflix.

## История публикации
Корнелл Щитомордник впервые появился в Power Man #18 (июнь 1974) в истории, написанной Вейном и нарисованной Джорджом Туском. Корнелл Щитомордник, или же просто Щитомордник, начинал свою карьеру как наркобарон в Нью-Йорке, участвовал в событиях, которые привели к тому, что Люк Кейдж приобрёл сверхспособности и стал «Силачом». Щитомордник пытался завербовать Люка в свою организацию, но в конечном итоге был побеждён Люком и передан полиции. Во время сюжета «Shadowland», Щитомордник возвращается как часть банды «Флешмоб» Найтшейда, вступившей в конфликт с Сорвиголовой, а также с новым Силачом, который, как и его предшественник, победил Щитомордника и передал его полиции.

## Силы и способности
Щитомордник имеет ту же супер-силу, что и его соперник Люк Кейдж. Он так же имеет клыковидные острые зубы; в сочетании с его челюстной силой эти зубы способны пробить Люка, «проломив» его кожу. Щитомордник также имеет хорошие знания о различных ядах.

## Другие версии
Щитомордник появляется в серии Marvel Comics 2 Удивительная Девушка-Паук, как глава Бронкса филиала криминальной империи Чёрного Тарантула. Когда появляется новый злодей под названием Кримелорд и он предпринимает попытки продать файлы Кингпина, Щитомордник посещает аукцион для них в штате Чёрного Тарантула. Аукцион, разбитый Хобгоблином и Девушкой-пауком, приводит к Щитоморднику и большинству других преступников, полицию Нью-Йорка которая всех арестовала.

## Вне комиксов

Махершалалхашбаз Али в роли Корнелла «Щитомордника» Стоукса в телесериале «Люк Кейдж»

Корнелл «Щитомордник» Стоукс появляется в 1 сезоне телесериала «Люк Кейдж», где его сыграл Махершала Али, а Илия Буф исполнил роль молодого Корнелла во флешбэках. Его прозвище «Щитомордник» происходит от инцидента в детстве, когда несколько его зубов были выбиты. Он презирает это прозвище, хватаясь за ярость, по крайней мере, упомянув прозвище, и настаивает на том, чтобы его (прозвище) рассматривали как его юридическое имя. Во время своей юности Щитомордник был частью банды вместе с Попом. После того как Стоукс попадает в тюрьму из-за убийства Скарфа, его выручает собственный адвокат Бенджамин Донован. Корнел Стоукс позже был убит Мэрайей Диллард, которая позже возложила вину смерти брата на Люка Кейджа. К концу первого сезона Мэрайя Диллард переложила вину смерти Щитомордника на Уиллиса Страйкера.